# Camera dei rappresentanti del Nuovo Messico
La Camera dei rappresentanti del Nuovo Messico è la camera bassa della Legislatura statale del Nuovo Messico. Essa si riunisce, insieme al Senato, nel Campidoglio dello Stato del Nuovo Messico. 
È composta da 70 membri, ognuno dei quali eletti per un mandato biennale. I rappresentanti non sono soggetti a un numero di mandati.